# 道格·阿纳金
道格·阿纳金（英語：Doug Anakin，1930年11月6日—2020年4月25日），加拿大男子雪车、雪橇运动员。他曾代表加拿大参加1964年冬季奥林匹克运动会，获得四人雪车金牌，男子单人雪橇则未能完赛。